# Fomalhaut
Fomalhaut (α PsA / α Piscis Austrini / Alfa Piscis Austrini) è una stella situata nella costellazione del Pesce Australe. Avendo magnitudine +1,16 essa è la stella più luminosa della costellazione nonché la diciottesima più brillante del cielo visto dalla Terra. È una stella dell'emisfero australe ma le sue possibilità di osservazione dall'emisfero boreale sono ampie. Si tratta di una stella bianca di sequenza principale, simile a Sirio e Vega, distante 25 anni luce. Ha un raggio e una massa all'incirca doppi rispetto a quelli del Sole e una temperatura superficiale di circa 8.500 K.
La sua caratteristica più nota e studiata è quella di possedere un esteso disco circumstellare di gas e polveri. Si sospetta inoltre che la stella possa ospitare un sistema planetario e nel 2008 è stato annunciato che un pianeta orbitante intorno alla stella era stato osservato nella banda del visibile. Si sarebbe trattato del primo pianeta osservato direttamente nel visibile. Tuttavia osservazioni e studi successivi hanno messo fortemente in dubbio l'esistenza del pianeta.
Fomalhaut, la stella nana arancione TW Piscis Austrini e la stella nana rossa LP 876-10 costituiscono un sistema stellare triplo, anche se le due più deboli compagne sono situate a grande distanza dalla componente principale, dalla quale distano rispettivamente 0,91 e 2,5 anni luce.
Il nome della stella è in arabo فم الحوت‎?, Fom al-ḥūt, che significa "la bocca della balena".

## Osservazione

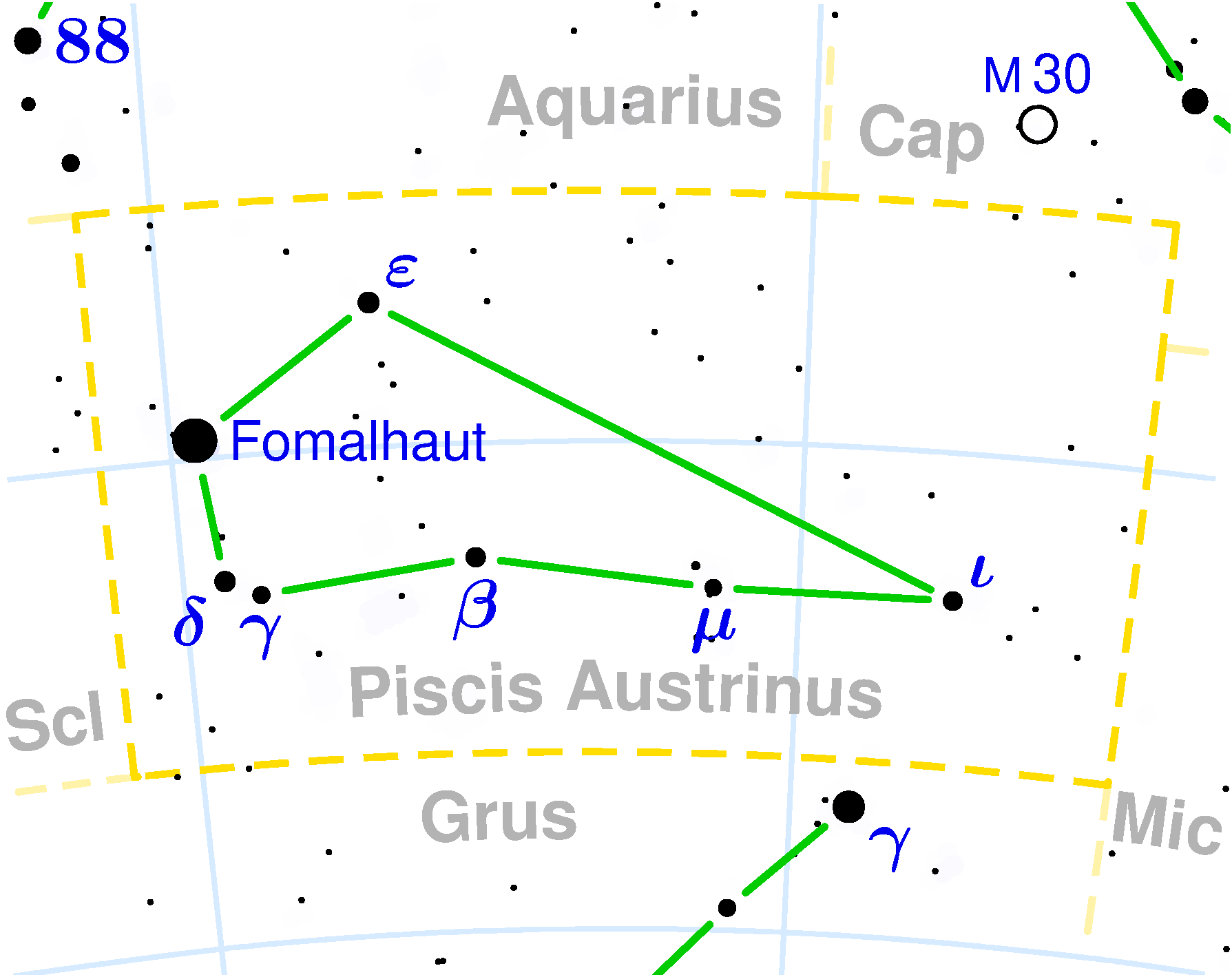
La posizione della stella nella costellazione.

Fomalhaut appare come una stella dal colore bianco-azzurro; la sua individuazione in cielo è facilitata, oltre che dalla sua luminosità (si tratta della diciottesima stella più brillante del cielo ad occhio nudo) dalla sua singolare posizione, lontana da altre stelle luminose e quindi in risalto in un campo celeste povero di stelle appariscenti. Ha una declinazione di 30°S, il che favorisce gli osservatori posti a latitudini meridionali. Tuttavia, la sua posizione non troppo discosta dall'equatore celeste fa in modo che sia visibile dalla gran parte delle aree abitate della Terra. In particolare essa diventa invisibile solo a partire dal 60°N, escludendo in tal modo l'Alaska, il Canada settentrionale, la Groenlandia, l'Islanda, le regioni scandinave settentrionali, e buona parte della Russia. Si mostra relativamente alta in cielo a partire dalle regioni mediterranee, mentre è circumpolare a sud del 60°S, cioè solo nelle regioni antartiche.
Il periodo più propizio per la sua osservazione è quello che va dal mese di agosto a quello di dicembre, nei cieli serali dell'emisfero nord, mentre a sud dell'equatore si mostra da giugno a gennaio; la sua presenza nei cieli dopo il tramonto del Sole nell'emisfero nord indica l'approssimarsi della stagione autunnale.

## Ambiente galattico

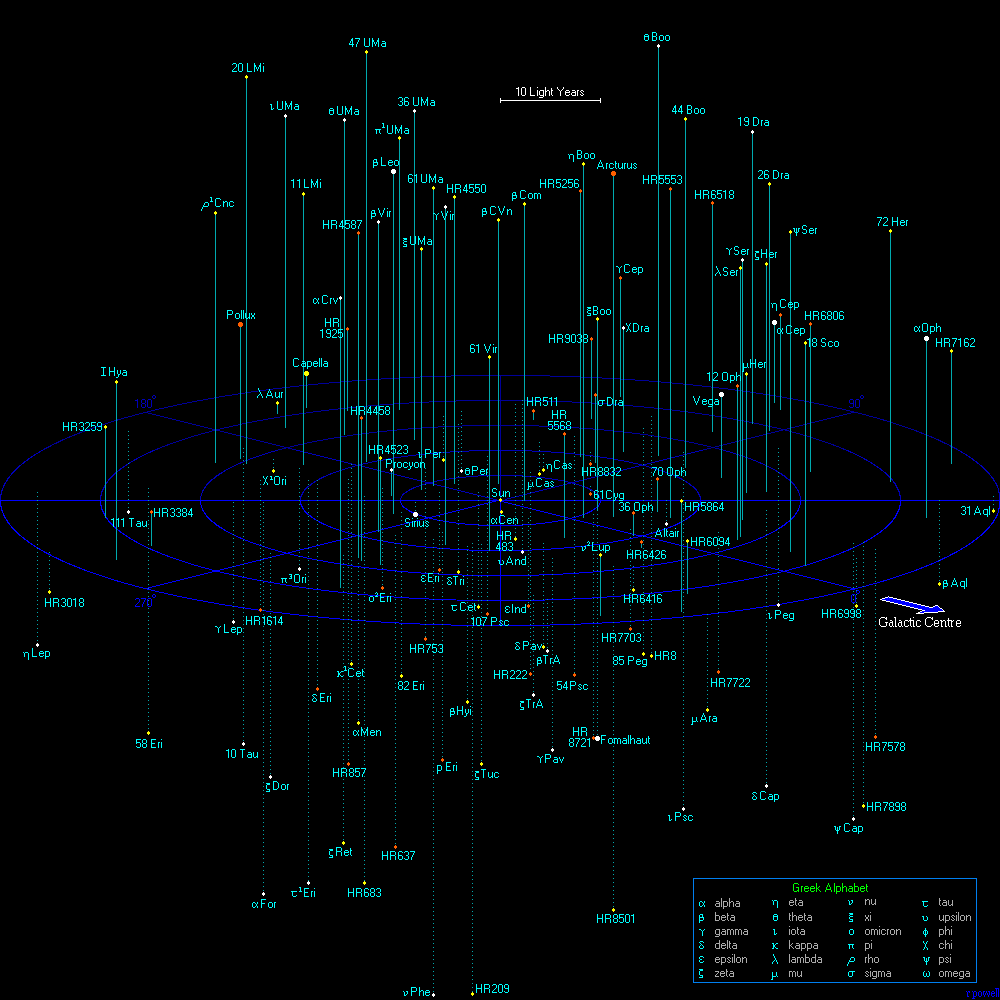
Mappa delle principali stelle entro un raggio di 50 anni luce dal Sole. Si apprezza la posizione di Fomalhaut (in basso nell'immagine) rispetto al Sole, al piano galattico e al centro galattico.

La nuova riduzione dei dati astrometrici del telescopio spaziale Hipparcos risalente al 2007 ha portato a un nuovo calcolo della parallasse di Fomalhaut, che è risultata essere 129,81 ± 0,47 mas. Pertanto la distanza di Fomalhaut dalla Terra è pari a 1/0,12981 pc, ossia 7,70 pc, equivalenti a 25,12 anni luce. Fomalhaut è quindi una stella relativamente a noi vicina, che condivide lo stesso ambiente galattico del Sole. In particolare, si trova come il Sole all'interno della Bolla Locale, una "cavità" del mezzo interstellare presente nel Braccio di Orione, uno dei bracci galattici della Via Lattea. Le coordinate galattiche di Fomalhaut sono 20,48° e -64,90°. Una longitudine galattica di circa 20° significa che la linea ideale che congiunge il Sole e Fomalhaut, se proiettata sul piano galattico, forma con la linea ideale che congiunge il Sole con il centro galattico un angolo di circa 20°. Ciò significa che Fomalhaut è leggermente più vicina al centro galattico di quanto non lo sia il Sole. Una latitudine galattica di quasi -65° significa tuttavia che la distanza che separa il Sole da Fomalhaut è per la maggior parte dovuta al fatto che le due stelle non sono allineate sullo stesso piano e che Fomalhaut si trova parecchio a sud rispetto al piano su cui sono posti il Sole e il centro galattico.
Fomalhaut fa parte dell'Associazione di Castore, un'associazione stellare composta da stelle relativamente vicine al Sole, che condividono lo stesso movimento rispetto al sistema di riposo locale. Questa associazione, scoperta nel 1990, comprende almeno 16 membri fra cui, oltre a Fomalhaut e Castore (da cui prende il nome), Vega, Alderamin (α Cephei) e Zubenelgenubi (α Librae). È probabile che le stelle abbiano una origine comune e che quindi siano nate tutte più o meno nello stesso periodo di tempo. Basandosi sulle tracce evolutive delle varie stelle appartenenti all'associazione e su altri dati, come l'abbondanza di litio, l'età dell'associazione è stata stimata in 200 ± 100 milioni di anni.
La stella più vicina a Fomalhaut è TW Piscis Austrini, una nana arancione di classe spettrale K4 V e di magnitudine apparente 6,48, distante solo 0,9 anni luce da Fomalhaut. Data questa vicinanza e il fatto che le due stelle condividono lo stesso moto proprio nel cielo e lo stesso movimento rispetto al sistema di riposo locale, è probabile che esse siano fisicamente legate. TW Piscis Austrini dovrebbe avere una temperatura superficiale di 4.594 K, una massa di 0,73 M☉, un raggio di 0,688 R☉ e una luminosità di 0,189 L☉. È una variabile BY Draconis.
La seconda stella più vicina a Fomalhaut è LHS 3885, una nana arancione di classe spettrale K7 V e magnitudine apparente 7,86, distante 3,5 anni luce. A 5,6 anni luce si trova invece FK Aquarii, una nana rossa di classe spettrale M2 V e magnitudine apparente 9,0.

## Fomalhaut A
Fomalhaut è una stella bianca di sequenza principale di classe spettrale A4 V o A3 V. Lo studio della stella è stato facilitato dal fatto che è stato possibile misurare direttamente il suo diametro angolare mediante tecniche interferometriche. Utilizzando il Narrabri Stellar Intensity Interferometer, situato a Narrabri, nel Nuovo Galles del Sud, Hanbury Brown et al. (1974) hanno ottenuto un valore di 2,10 ± 0,14 mas; questo valore è stato corretto e reso più preciso delle osservazioni condotte da Di Folco et al. (2004), che hanno utilizzato lo strumento VINCI del Very Large Telescope: essi hanno ottenuto un valore di 2,228 ± 0,031 mas. Alla distanza calcolata da Hipparcos, ciò equivale a un raggio di 1,840 ± 0,023 R☉. Poiché dalla magnitudine apparente della stella e dalla sua distanza è possibile ricavare la sua luminosità assoluta, da questa e dal raggio è possibile dedurre la temperatura superficiale, utilizzando la legge di Stefan-Boltzmann: essa risulta essere 8.760 ± 100 K. La luminosità della stella è invece calcolata in 17,8 ± 0,8 L☉. La nuova riduzione dei dati di Hipparcos, risalente al 2007, ha permesso di correggere questi valori in 8.590 ± 73 K e 16,63 ± 0,48 L☉.
Per valutare la massa della stella è necessario conoscere, oltre alla sua posizione sul diagramma H-R, data dalla temperatura e dalla luminosità, anche la sua metallicità, ossia l'abbondanza di elementi più pesanti dell'elio. Tuttavia gli studi che sono stati fatti riguardo alla metallicità di Fomalhaut non concordano circa il suo valore, ma solo sul fatto che essa sia più bassa rispetto a quella del Sole. La metallicità è determinata misurando il rapporto fra l'abbondanza di ferro e l'abbondanza di idrogeno nella fotosfera della stella. Uno studio spettroscopico del 1997 riporta una abbondanza di metalli pari a 93% di quella del Sole. Un altro studio, pubblicato lo stesso anno, deduce la metallicità di Fomalhaut da quella di TW Piscis Austrini, supponendo che le due stelle abbiano una comune origine. Ne risulta un valore 78% di quello solare. Un modello evolutivo proposto da Di Folco et al. (2004) ha condotto a un valore di 79%, mentre una misurazione spettroscopica del 2008 ha dato un valore molto più basso di 46%. Di Folco et al. (2004) hanno stimato la massa di Fomalhaut seguendo le tracce evolutive di stelle di diversa massa sul diagramma H-R e assumendo una metallicità pari al 93% di quella del Sole; ne è risultata una massa di 2,00 ± 0,20 M☉. Mamajek (2012) ha invece utilizzato la nuova riduzione dei dati di Hipparcos e una metallicità simile a quella del Sole per ricavare un valore di 1,95 ± 0,02 M☉.
C'è invece maggiore accordo fra le misurazioni della velocità di rotazione della stella. Il sito SIMBAD riporta tre diverse misurazioni della velocità di rotazione per il seno dell'inclinazione dell'asse di rotazione rispetto alla nostra visuale (v × sin i): esse variano da 85 km/s a 93 km/s. Il prof. Kaler nella voce dedicata a Fomalhaut nel suo database Stars riporta invece un valore di 102 km/s.
L'età stimata dell'Associazione di Castore, lo stato evolutivo dell'associata TW Piscis Austrini e le tracce evolutive di stelle simili a Fomalhaut hanno fatto a lungo ritenere che essa sia una stella giovane, con un'età compresa tra 100 e 300 milioni di anni ed un tempo di vita residuo stimato in un miliardo di anni, prima che l'astro evolva in gigante rossa. Tuttavia Mamajek (2012) ha messo parzialmente in dubbio queste ipotesi: basandosi su nuove stime più precise della luminosità e della temperatura superficiale della stella, su tracce evolutive più aggiornate, egli ha dedotto una età di 450 ± 40 milioni di anni. Dopo avere confermato che Fomalhaut e TW PsA formano un sistema fisico, Mamajek (2012) ha nuovamente cercato di determinare l'età di quest'ultima, basandosi sulla velocità di rotazione della stella, sulla quantità di raggi X emessi e sull'abbondanza di litio. Dopo avere pesato tutti questi fattori, lo studioso è arrivato alla conclusione che il sistema ha una età di 440 ± 40 milioni di anni.

## Disco circumstellare

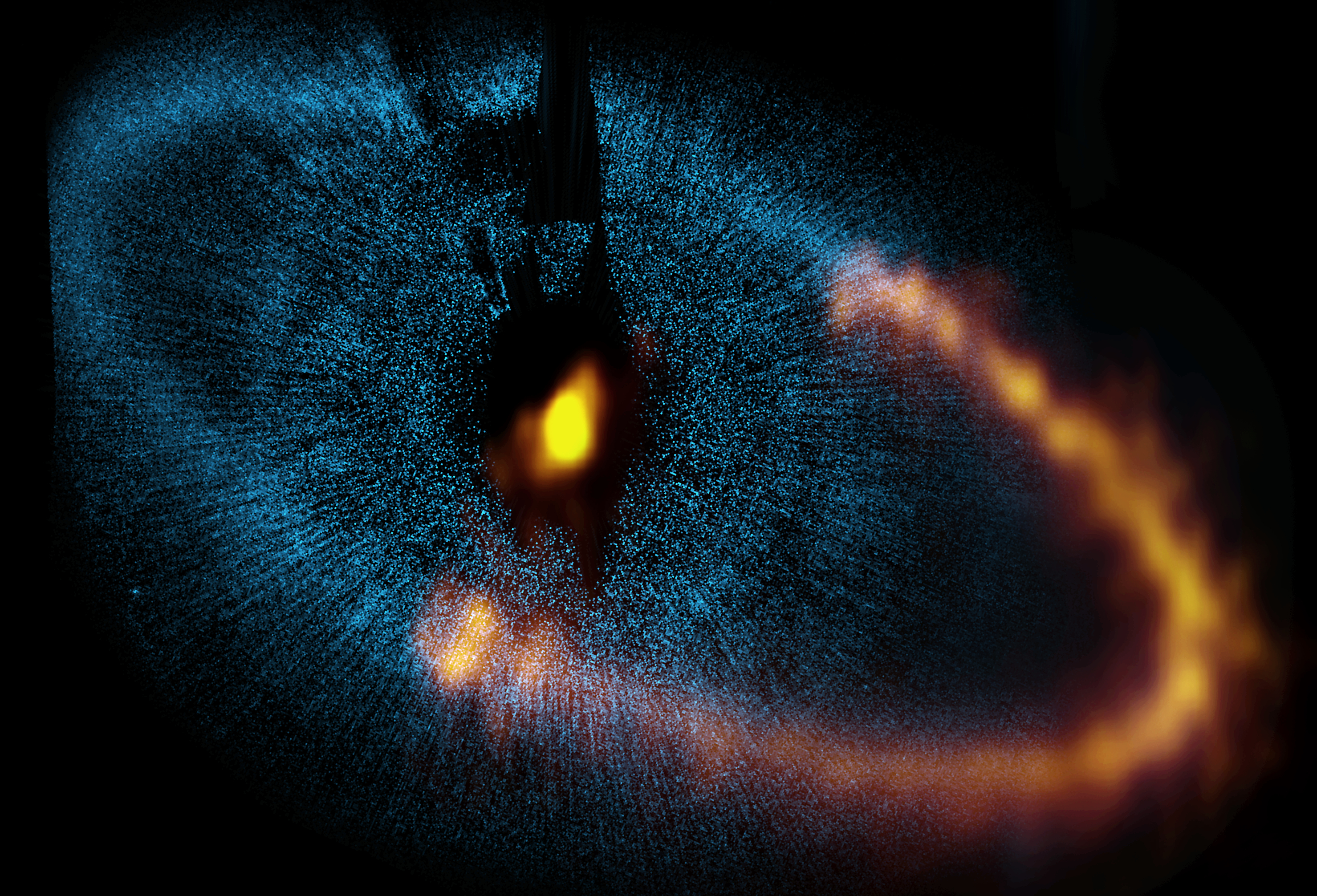
La cintura asteroidale di Fomalhaut in una fotografia che combina le immagini del telescopio spaziale Hubble e dell'Atacama Large Millimeter Array.

Nel 1983 il telescopio spaziale IRAS rilevò che Fomalhaut, Vega, β Pictoris e ε Eridani emettevano un eccesso di radiazione infrarossa. Tale radiazione fu interpretata essere emessa da grani di polvere orbitanti intorno a queste stelle. Si suppose che tali grani formassero un disco circumstellare, all'interno del quale erano in formazione nuovi pianeti.
Nel 1998 un team di scienziati statunitensi e britannici riuscì ad ottenere la prima immagine del disco, fotografandolo a lunghezze d'onda inferiori al millimetro. Dall'immagine appariva una vasta cavità centrale, sgombra da gas e altro materiale, approssimativamente delle dimensioni dell'orbita di Nettuno. Ciò portava gli scienziati del team a paragonare il disco circumstellare alla Fascia di Kuiper che circonda il Sole e a stimarne la massa in poche masse lunari. L'attività di formazione di pianeti, se aveva avuto luogo, era quindi già terminata e aveva forse prodotto la cavità centrale, ripulendola di materiale. I ricercatori ipotizzavano che la fascia contenesse, oltre che grani di piccole dimensioni, anche comete e forse corpi di dimensioni maggiori, probabilmente frutto della frammentazione di un pianeta preesistente.
Nel 2005 fu possibile ottenere delle immagini della cintura di Fomalhaut nella banda del visibile utilizzando il coronografo della camera ad alta risoluzione del telescopio spaziale Hubble. Le immagini avevano una risoluzione di 0,5 UA, 100 volte maggiore di quelle precedenti. Ciò permise di comprendere con relativa precisione quale fosse la forma del disco: il suo semiasse maggiore è lungo 140,7 ± 1,8 UA, quello minore 57,5 ± 0,7 UA ed è inclinato di 65,9° rispetto al piano della volta celeste, mentre la longitudine del nodo ascendente è pari a 156,0° ± 0,3°. Fomalhaut non si trova esattamente al centro del disco ma spostata rispetto ad esso di 15,3 UA. La cintura ha una larghezza di 25 UA, sicché il suo raggio minore è di 133 UA e quello maggiore 158 UA: la cavità centrale è quindi molto più grande di quanto precedentemente si fosse supposto. L'eccentricità del disco è stimata essere 0,11 ± 0,01. A partire dalla sua magnitudine apparente di 16,2 e dalla sua albedo di 0,05-0,1, i ricercatori hanno stimato una massa totale di 50-100 M⊕, molto più alta rispetto alle stime precedenti. Il disco è molto schiacciato con uno spessore di sole 3,5 UA. La temperatura dei grani che formano il disco varia da 40 a 75 K. La sua composizione chimica presunta consiste nel 43% di acqua ghiacciata, nel 32% di silicati, nel 13% di carbonio amorfo e nel 10% di solfuro ferroso.

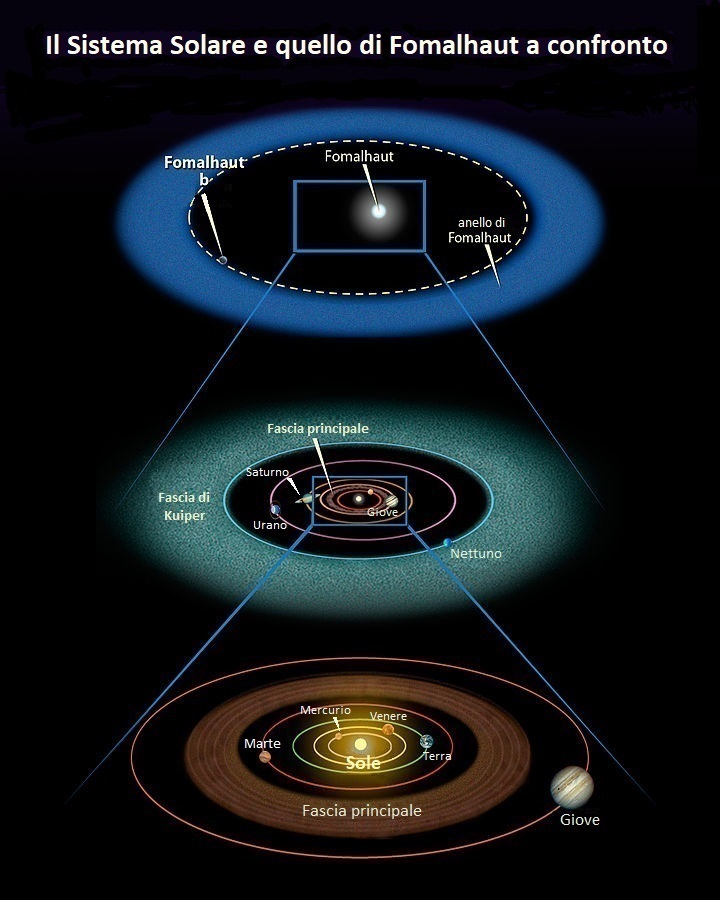

Gli scienziati si interrogavano intanto circa l'origine del disco e circa l'interpretazione di addensamenti di materiale che le osservazioni stavano rilevando al suo interno. Nel modello di Wyatt e Dent (2002) il disco è il risultato della frantumazione di planetesimi della dimensione di qualche chilometro, in seguito a scontri e collisioni. I due scienziati partono dall'assunzione che il disco non può essere presente dalla formazione della stella in quanto la radiazione proveniente da essa avrebbe dovuto già dissolverlo. Ciò implica che deve esistere un meccanismo che rimpiazza continuamente il materiale perduto ed esso è individuato nella frantumazione dei planetesimi in grani di dimensioni inferiori al millimetro. Gli addensamenti di materiale sono interpretati come il risultato o della collisione di due planetesimi, che ha originato del materiale che non si è ancora disperso, oppure alla risonanza con un ipotetico pianeta interno al disco. I due studiosi ipotizzano che a loro volta i planetesimi si siano formati dalla collisione di corpi di dimensioni maggiori.
Il modello della frantumazione dei planetesimi in corpi via via più piccoli è stato poi confermato e affinato da studi successivi. In particolare, nel modello proposto da Acke et al. (2012) la massa totale dei grani si aggira intorno alle 10 M⊕, il resto della massa del disco (circa 110 M⊕) è composto da planetesimi, che scontrandosi forniscono continuamente al disco materiale, senza il quale si dissolverebbe in tempi relativamente brevi. Nel modello infatti il tasso di evaporazione dei grani del disco è molto elevato, circa 0,03 masse lunari all'anno. Ne segue che l'intero materiale del disco di polveri viene rimpiazzato totalmente ogni 1700 anni. Per alimentarlo è necessario vengano frantumati due planetesimi del diametro di 10 km l'uno ogni giorno, oppure 2000 planetesimi del diametro di 1 km al giorno. Nell'intero disco devono essere presenti circa 100 miliardi di planetesimi della dimensione di 10 km, oppure 10 000 miliardi di planetesimi della dimensione di 1 km. Il fatto che si stimi che la nube di Oort, che circonda il Sole, contenga un numero comparabile di comete e la somiglianza dei grani con quelli prodotti dal disgregamento delle comete portano gli studiosi a paragonare i planetesimi che si trovano nel disco di Fomalhaut alle comete che popolano la nube di Oort.
Osservazioni compiute dal telescopio spaziale Spitzer nel 2003 suggerirono l'esistenza di un altro disco di polvere, interno a quello già osservato. Si tratta di un disco più difficile da osservare rispetto al precedente in quanto più vicino alla brillante stella centrale. In particolare, apparve difficile determinare se esso fosse un disco che si estendeva in modo continuo a partire dal disco più esterno o se esso fosse un disco separato il cui margine esterno si trova a una distanza inferiore alle 20 UA dalla stella. La presenza di un disco interno è stata confermata dalle osservazioni compiute da terra nel 2004 tramite l'interferometro del Very Large Telescope, ma ancora una volta si rivelò difficile determinarne le dimensioni e la forma. Gli scienziati che compirono le osservazioni ipotizzarono comunque che il disco debba trovarsi entro un raggio di 6 UA dalla stella.

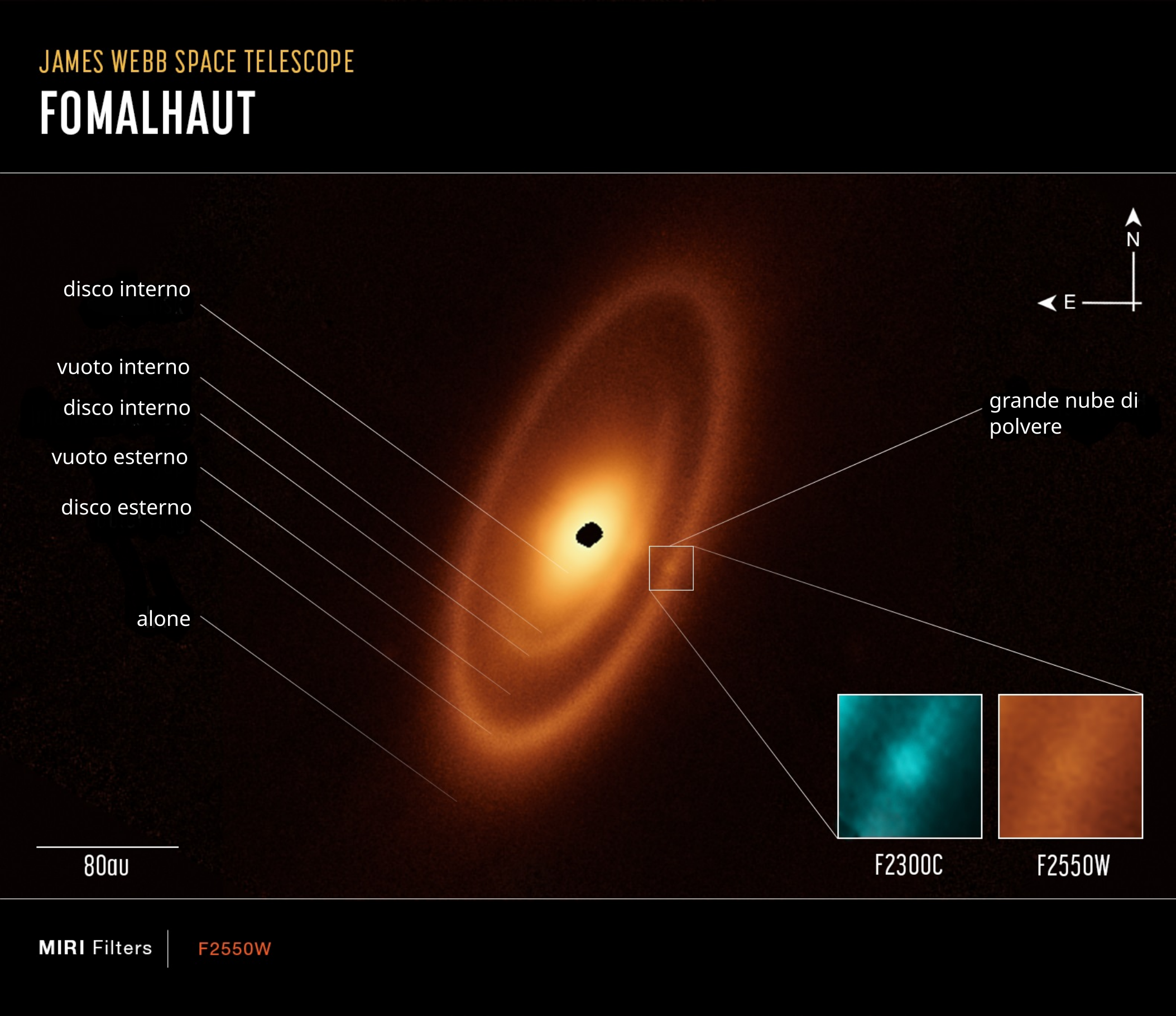
Fomalhaut osservata nell'infrarosso dallo strumento MIRI del telescopio spaziale James Webb; sono visibili 3 dischi di detriti e nell'ingrandimento la grande nube di polvere.

Approfondimenti effettuati con il telescopio ALMA nel 2017 hanno consentito di osservare il bagliore dell'apocentro e determinare che la composizione dell'anello del disco polveroso intorno alla stella è simile all'ambiente cometario del nostro sistema solare.
Immagini ottenute nell'ottobre 2022 dal telescopio spaziale James Webb e rese pubbliche a maggio 2023, hanno portato alla scoperta di un terzo disco di detriti, intermedio rispetto ai due già noti, ed è stato osservato anche un conglomerato di polvere nel disco più esterno, simile a quello osservato negli anni duemila e che si pensava fosse un pianeta, Fomalhaut b, poi smentito perché si è rivelato essere una nube di polvere in dissolvimento. Anche in questo caso è probabile che la nube sia il frutto di un catastrofico impatto avvenuto tra asteroidi di grosse dimensioni. Gli astronomi hanno osservato che il disco e il nuovo spazio vuoto intermedi sono disallineati rispetto al disco di detriti più esterno, forse influenzati gravitazionalmente da un pianeta non ancora scoperto.

## Possibili pianeti

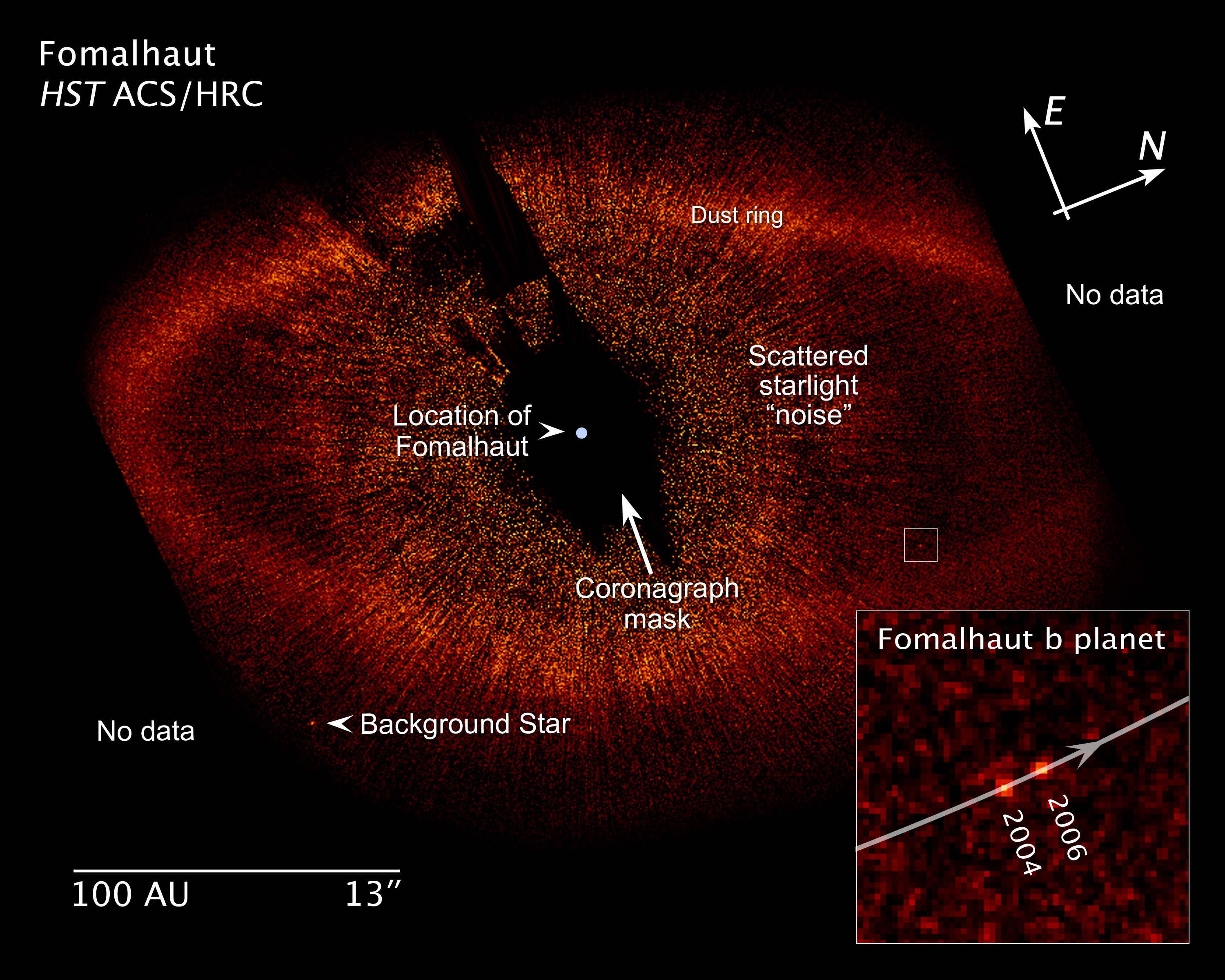
Il disco circumstellare di Fomalhaut fotografato dal telescopio spaziale Hubble, con dettaglio di Fomalhaut b e dell'orbita percorsa fra il 2004 e il 2006.

Il 13 novembre 2008, gli astronomi hanno annunciato un oggetto, che presumevano essere un pianeta extrasolare, in orbita appena all'interno dell'anello di detriti esterno. La massa del pianeta, Fomalhaut b, fu stimata essere inferiore a tre volte la massa di Giove, e come minimo come quella di Nettuno. Tuttavia, le immagini in banda M prese dall'Osservatorio MMT pongono forti limiti all'esistenza di giganti gassosi entro 40 UA dalla stella, e le immagini del telescopio spaziale Spitzer suggerivano che l'oggetto Fomalhaut b era probabilmente una nube di polvere. Nel 2012, due studi indipendenti confermarono l'esistenza di Fomalhaut b, ma essendo avvolto da detriti, poteva trattarsi di un accumulo di detriti piuttosto che di un intero pianeta.
Le immagini dell'Osservatorio Spaziale Herschel di Fomalhaut rivelarono che una grande quantità di polvere di dimensioni micrometriche è presente nella cintura di polvere esterna. Poiché si prevede che tale polvere venga espulsa dal sistema dalla pressione della radiazione stellare su scale temporali brevi, la sua presenza indica un rifornimento costante da collisioni di planetesimi. La morfologia dei grani suggerisce anche un'origine cometaria. Si è stimato che il tasso di collisione sia di circa 2000 comete al giorno.
Negli anni 2010, il punto continuò a affievolirsi e a ingrandirsi, fino a sparire nelle immagini riprese nel 2014 dal telescopio spaziale Hubble. Con uno studio pubblicato nel 2020, Andras Gaspar e George H. Rieke hanno avallato l'ipotesi di Jansson et al. che in realtà il presunto pianeta non fosse altro che una nube di polveri derivata da una collisione tra due asteroidi, e che il pianeta non sia mai esistito. Gaspar e Rieke ritengono che l'impatto sia avvenuto non molto tempo prima delle immagini riprese da Hubble nel 2004, e che a quel punto la nube di polveri si fosse espansa a oltre 300 milioni di chilometri, divenendo invisibile agli occhi dell'Hubble.
Le osservazioni dell'anello di polvere esterno della stella da parte dell'Atacama Large Millimeter Array indicano l'esistenza di due pianeti nel sistema, nessuno dei due al raggio orbitale proposto per Fomalhaut b scoperto dall'HST.
Secondo altri studi, se ci sono pianeti da 4 a 10 UA, devono essere inferiori a 20 masse gioviane; se da 2,5 verso l'esterno, allora dovrebbero essere al massimo di 30 MJ.
Sotto un prospetto del sistema con le fasce asteroidali rilevate dal telescopio spaziale Webb: la fascia più esterna è analoga alla Fascia di Kuiper del sistema solare; a oltre 130 UA da una stella luminosa come Fomalhaut gli oggetti presenti sono esposti a una temperatura simile a quella della Fascia di Kuiper del sistema solare a 30-40 UA di distanza dal Sole. Mentre la fascia più interna corrisponde circa alla fascia principale del sistema solare, il disco intermedio scoperto col JWST, nel sistema solare è occupato dai pianeti giganti come Giove e Saturno ed è probabilmente popolato da un misto di corpi rocciosi e ghiacciati.
| Pianeta                                                | Massa | Periodo orb. | Sem. maggiore |
| ------------------------------------------------------ | ----- | ------------ | ------------- |
| Cintura asteroidale ("Fascia principale" di Fomalhaut) | -     | -            | ~10 UA        |
| Cintura asteroidale                                    | -     | -            | 83 UA         |
| Disco di detriti ("Fascia di Kuiper" di Fomalhaut)     | -     | -            | ~133,8 UA     |

## Fomalhaut B
Uno studio del 2012 dimostrò che TW Piscis Austrini dista dalla più brillante compagna solo 0,91 anni luce condividendo lo stesso moto proprio nello spazio, a conferma che le due stelle sono legate gravitazionalmente tra loro e costituiscono un sistema binario.
La designazione TW Piscis Austrini è la nomenclatura astronomica per una stella variabile. Fomalhaut B è variabile del tipo BY Draconis e la sua magnitudine varia leggermente da 6,44 a 6,49 in un periodo di 10,3 giorni.
Nel 2019 uno studio astrometrico su Fomalhaut B ha suggerito l'esistenza di un pianeta in orbita attorno alla stella con una massa di 1,2+0,7
−0,6 MJ e un periodo orbitale definito in modo molto approssimativo attorno ai 25 anni.

## Fomalhaut C
Nell'ottobre 2013, Eric Mamajek e colleghi del consorzio RECONS hanno annunciato che la stella precedentemente nota come LP 876-10 aveva un moto proprio e una posizione nel diagramma Hertzsprung-Russell coerenti con l'essere un altro membro del sistema Fomalhaut. LP 876-10 è stata originariamente catalogata come una stella con un elevato moto proprio da Willem Luyten nel suo catalogo NLTT del 1979, ma solo successivamente vennero misurate la parallasse e la velocità radiale con estrema precisione. LP 876-10 è una nana rossa di tipo spettrale M4V, e si trova ancora più lontano da Fomalhaut A rispetto a TW PsA, a circa 5,7° da Fomalhaut A nel cielo, nella vicina costellazione dell'Acquario, mentre sia Fomalhaut A che TW PsA si trovano nella costellazione del Pesce Australe. La sua separazione da Fomalhaut A è di circa 2,5 anni luce e 3,22 anni luce da Fomalhaut B, ben all'interno del raggio d'influenza gravitazionale della stella principale, che è di oltre 6 anni luce. Nel dicembre 2013, Kennedy e colleghi hanno annunciato la scoperta di un disco di detriti freddi associato a Fomalhaut C, utilizzando immagini a infrarossi dall'Herschel Space Observatory. I sistemi a più stelle che ospitano più dischi di detriti sono estremamente rari.

## Significato culturale

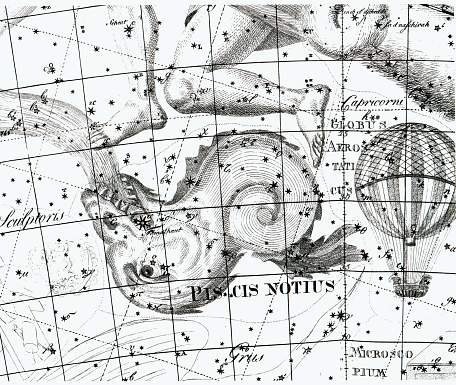
Il Pesce Australe nell'Uranographia di Johann Bode, mentre beve dalla brocca dell'Acquario. Fomalhaut si trova in corrispondenza della bocca del pesce.

### Etimologia
Il nome Fomalhaut deriva dall'arabo classico فم الحوت fam al-ḥūt (al-janūbī), che significa "la bocca del pesce/della balena (australe)", con evidente riferimento alla posizione della stella all'interno della costellazione del Pesce Australe. Tale nome ha una origine antica, tanto che si trova già in un almanacco del 1340, con la sua traduzione latina Os Piscis Merīdiāni. Altre traduzioni latine dello stesso nome arabo sono Os Piscis Merīdionālis ed Os Piscis Notii. Probabilmente nessun'altra stella possiede un nome proprio con più varianti ortografiche di Fomalhaut. Alcune di esse sono: Fumahant, Fumahaut, Fomahand, Fontabant, Phomaut, Phomault, Phomant, Phomaant, Phomhaut, Fomalcuti.
Un altro nome della stella è Difda al Auwel, derivante dall'arabo colloquiale الضفدع الأول al-ḍifdiʿ al-awwal, "la prima rana". La seconda rana è Deneb Kaitos, β Ceti; tale nome deriva probabilmente dal fatto che Fomalhaut precede Deneb Kaitos nel suo moto apparente nel cielo.
Nel Settecento, Fomalhaut venne erroneamente identificata con la persiana Hastorang (che nell'Avestā è l'Orsa Maggiore).

### Mitologia
È considerata una delle quattro stelle regali guardiane del cielo, che sovraintendono alle altre stelle, le altre tre sono Aldebaran, Regolo e Antares. Fomalhaut sarebbe la sentinella delle stelle del sud (3°52' Costellazione Pesce Australe), Aldebaran di quelle dell'est (9° Costellazione Gemini), Regolo di quelle del nord (29° Costellazione Leo) e Antares di quelle dell'ovest (9° Costellazione Sagittario).
Queste quattro stelle marcano i due solstizi e i due equinozi e quindi dividono il cielo in quattro parti. Le quattro stelle furono poi identificate con i quattro arcangeli: Fomalhaut con Gabriele, Aldebaran con Michele, Regolo con Raffaele e Antares con Uriel. Altre associazioni sono quelle con i quattro cavalieri dell'Apocalisse o con i cavalli che trainavano i carri citati nel libro di Zaccaria.

### Nella finzione
Fomalhaut è citata nella Divina Commedia di Dante Alighieri in Purgatorio, VIII, vv. 89-90 come una delle "tre facelle" che illuminano l'emisfero meridionale, essendo le altre due Canopo e Achernar.
La stella appare più volte negli scritti dello scrittore statunitense Howard Phillips Lovecraft, come nel romanzo La ricerca onirica dello sconosciuto Kadath e, nel XIV sonetto della raccolta Fungi from Yuggoth, in cui descrive brevemente anche il pianeta Nithon che vi orbiterebbe intorno.
Inoltre la stella è l'oggetto della spedizione spaziale alla base del romanzo Ritorno all'universo di Stanisław Lem.

### Testi generici
- AA.VV, L'Universo - Grande enciclopedia dell'astronomia, Novara, De Agostini, 2002.
- J. Gribbin, Enciclopedia di astronomia e cosmologia, Milano, Garzanti, 2005, ISBN 88-11-50517-8.

### Sulle stelle
- (EN) Martha Evans Martin; Donald Howard Menzel, The Friendly Stars: How to Locate and Identify Them, Dover, Courier Dover Publications, 1964,  pagine 147, ISBN 0-486-21099-5.
- R. J. Tayler, The Stars: Their Structure and Evolution, Cambridge University Press, 1994,  p. 16, ISBN 0-521-45885-4.
- A. De Blasi, Le stelle: nascita, evoluzione e morte, Bologna, CLUEB, 2002, ISBN 88-491-1832-5.
- C. Abbondi, Universo in evoluzione dalla nascita alla morte delle stelle, Sandit, 2007, ISBN 88-89150-32-7.
- (EN) Fred Schaaf, The Brightest Stars: Discovering the Universe through the Sky's Most Brilliant Stars, John Wiley & Sons, Incorporated, 2008,  pagine 288, ISBN 978-0-471-70410-2.

### Carte celesti
- Toshimi Taki, Taki's 8.5 Magnitude Star Atlas, su geocities.jp, 2005. URL consultato il 13 febbraio 2013 (archiviato dall'url originale il 5 novembre 2018). - Atlante celeste liberamente scaricabile in formato PDF.
- Tirion, Rappaport, Lovi, Uranometria 2000.0 - Volume I - The Northern Hemisphere to -6°, Richmond, Virginia, USA, Willmann-Bell, inc., 1987, ISBN 0-943396-14-X.
- Tirion, Sinnott, Sky Atlas 2000.0 - Second Edition, Cambridge, USA, Cambridge University Press, 1998, ISBN 0-933346-90-5.
- Tirion, The Cambridge Star Atlas 2000.0, 3ª ed., Cambridge, USA, Cambridge University Press, 2001, ISBN 0-521-80084-6.

### Cultura di massa
- Sebastiano Fusco, Il vento delle stelle, Roma, Agpha Press, 1998.